# Aduard

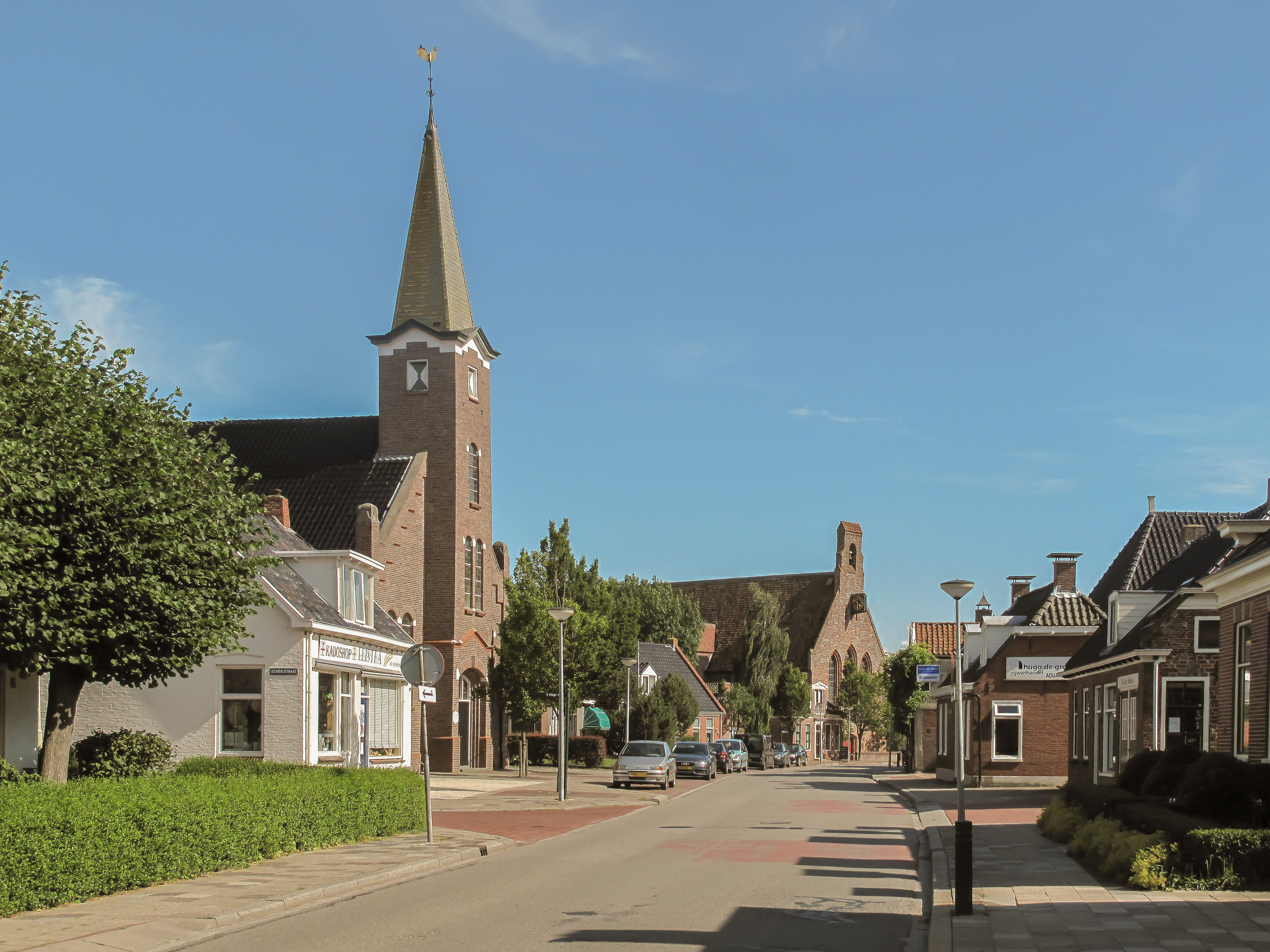
Una strada di Aduard

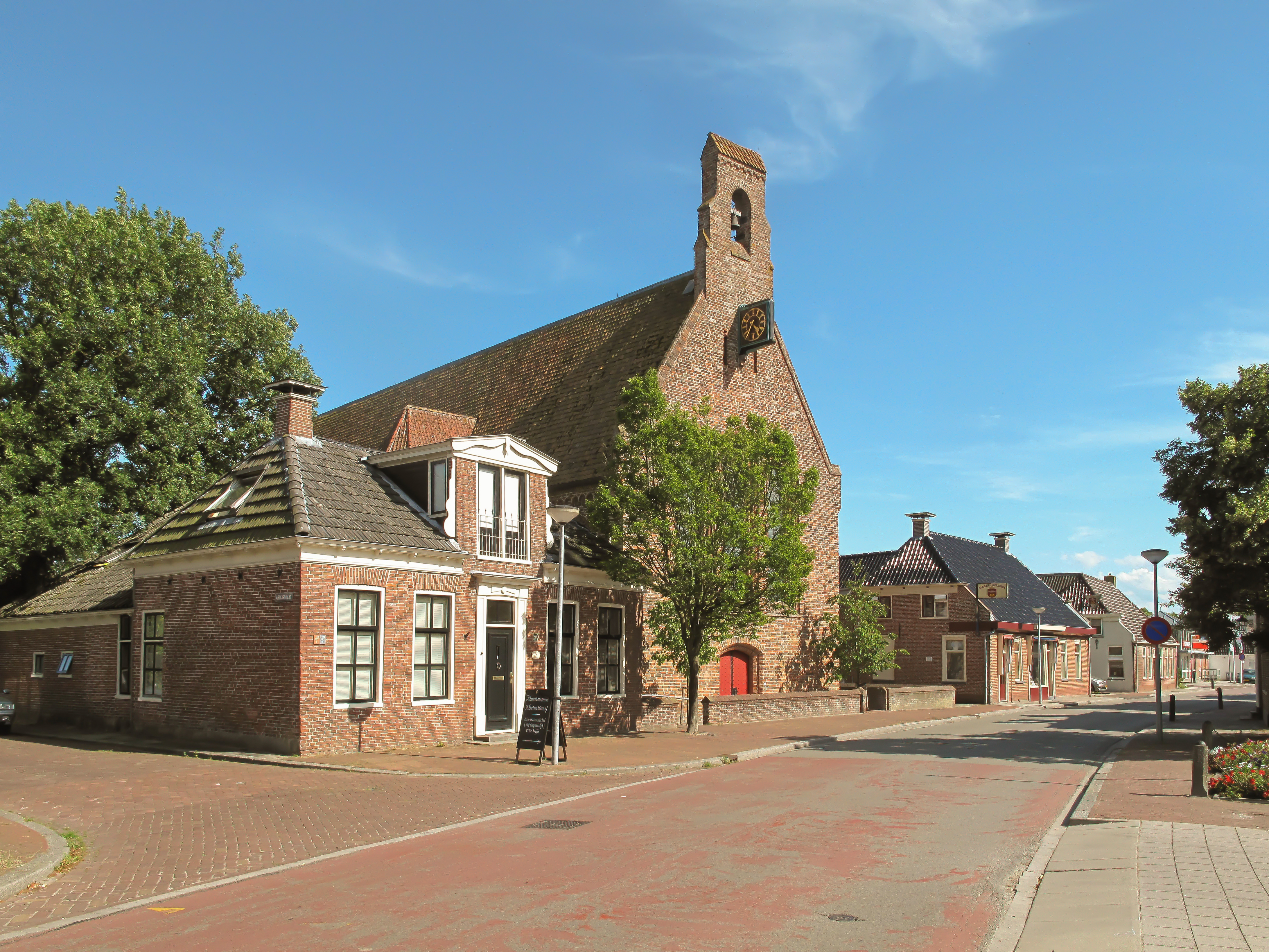
Aduard: la chiesa abbaziale, parte dell'ex-abbazia di Aduard

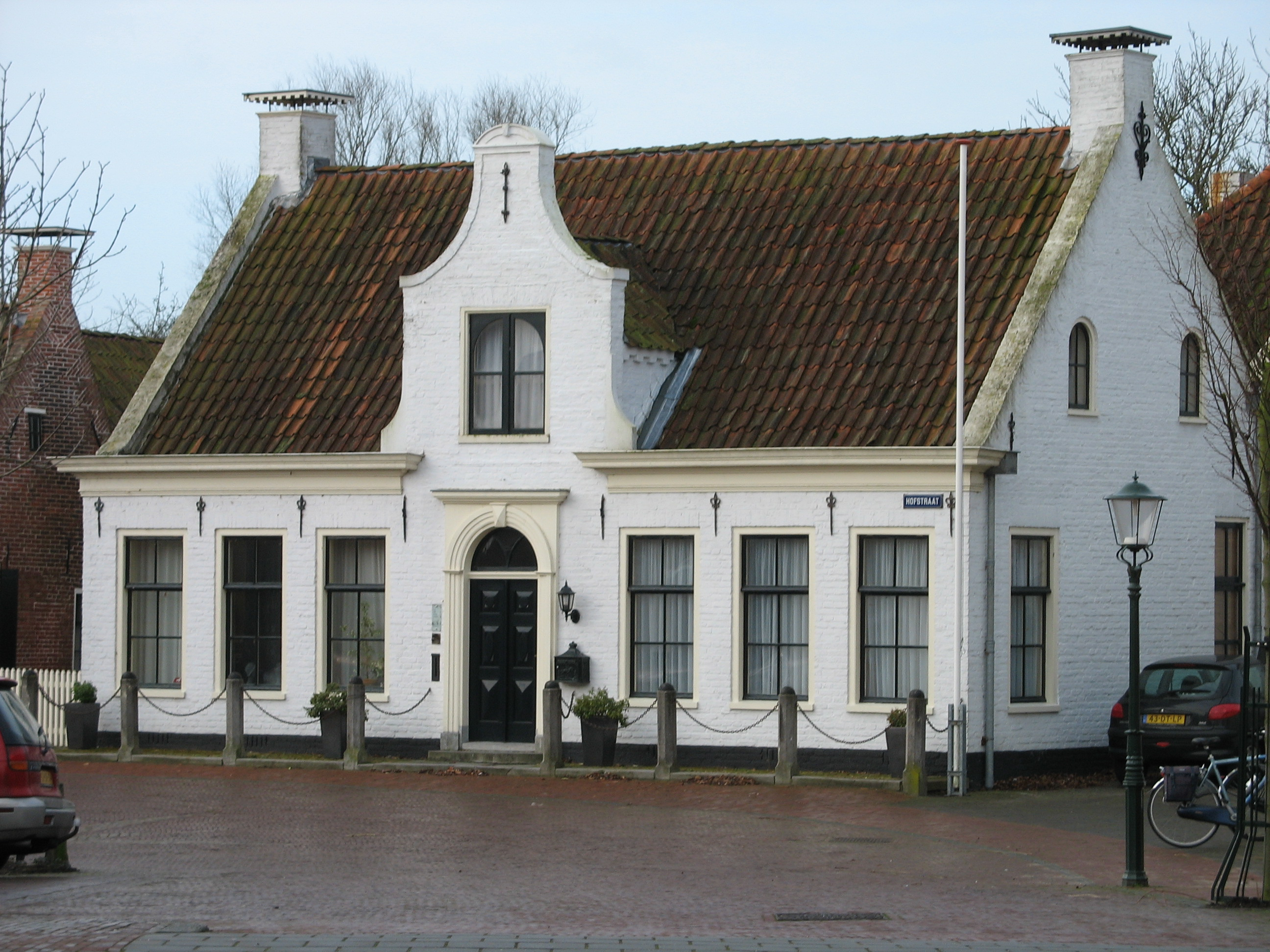
Aduard: la canonica protestante

Aduard (in Gronings: Auwerd) è un villaggio (dorp) di circa 2.000-2.100 abitanti del nord-est dei Paesi Bassi, facente parte della provincia di Groninga (Groningen) e situato nella regione di Westerkwartier. Dal punto di vista amministrativo, si tratta di un ex-comune, dal 1990 accorpato alla municipalità di Zuidhorn, comune a sua volta inglobato nel 2019 nella nuova municipalità di Westerkwartier.

## Geografia fisica
Aduard si trova tra Groninga e Zuidhorn (rispettivamente a nord-ovest della prima e a nord-est della seconda). Da Groninga dista circa 5 km.

## Origini del nome
Il toponimo Aduard/Auwerd, attestato anticamente come Adawerth (1252), Adward (1276), Aduwart (1281), Aduwert, Aedwert (1283) e Groot Adewert (1660 ca.), è formato dal nome di persona Ada o Ade e dal termine frisone werth, che significa "collina", "luogo rialzato".

## Storia

### Dalle origini ai giorni nostri
Aduard si sviluppò attorno ad un'abbazia cistercense dedicata a San Bernardo, che venne fondata nel 1192.
Nel 1580 un vasto incendio distrusse buona parte dell'abbazia di San Bernardino.
Nel 1810, le vie di Aduard furono dotate per la prima volta di illuminazione.

### Simboli
Lo stemma di Aduard deriva da quello dell'abbazia di San Bernardino.

## Monumenti e luoghi d'interesse
Aduard vanta 11 edifici classificati come rijksmonumenten.

### Architetture religiose

#### Chiesa abbaziale
Principale edificio religioso di Aduard è la chiesa abbaziale: situata al nr. 42 della Seinenstraat, è una parte di quanto resta dell'abbazia di San Bernardino.

#### Canonica protestante
Altro storico edificio religioso di Aduard è la canonica protestante (hervormde pastorie), situata al nr. 47 della Hoofdstraat e risalente al XVIII secolo.

## Società

### Evoluzione demografica
Al censimento del 2018, Aduard contava una popolazione pari a 2.055 abitanti, in maggioranza (50,4%)  di sesso femminile.
La località ha conosciuto un lieve incremento demografico rispetto al 2017, quando Aduard contava una popolazione pari a 2.050 abitanti, e al 2016, quando contava 2.030 abitanti.  La località aveva conosciuto precedentemente un progressivo calo demografico a partire dal 2013, quando contava 2.110 abitanti.

## Cultura

### Musei
All'interno dell'ex-abbazia di San Bernardino è ospitato il Kloostermuseum Sint Bernardushof

## Geografia antropica

### Suddivisioni amministrative
Buurtschappen
- Gaaikemadijk (in gran parte)
- Nieuwklap (in minima parte)
- Steentil (in minima parte)
- Wierumerschouw (in minima parte)